# Водіна (Айова)
Водіна (англ. Wadena) — місто (англ. city) в США, в окрузі Фаєтт штату Айова. Населення — 209 осіб (2020).

## Географія
Водіна розташована за координатами 42°50′23″ пн. ш. 91°39′34″ зх. д. / 42.83972° пн. ш. 91.65944° зх. д. (42.839781, -91.659400).  За даними Бюро перепису населення США в 2010 році місто мало площу 1,91 км², уся площа — суходіл.

## Демографія
Згідно з переписом 2010 року, у місті мешкали 262 особи в 111 домогосподарстві у складі 68 родин. Густота населення становила 137 осіб/км².  Було 123 помешкання (64/км²).
Расовий склад населення:
| - 99,2 % — білих |

До двох чи більше рас належало 0,8 %. Частка іспаномовних становила 0,8 % від усіх жителів.
За віковим діапазоном населення розподілялося таким чином: 26,7 % — особи молодші 18 років, 56,9 % — особи у віці 18—64 років, 16,4 % — особи у віці 65 років та старші. Медіана віку мешканця становила 37,6 року. На 100 осіб жіночої статі у місті припадало 98,5 чоловіків;  на 100 жінок у віці від 18 років та старших — 93,9 чоловіків також старших 18 років.
Середній дохід на одне домашнє господарство  становив 45 547 доларів США (медіана — 40 139), а середній дохід на одну сім'ю — 50 049 доларів (медіана — 41 953). Медіана доходів становила 43 438 доларів для чоловіків та 36 875 доларів для жінок. За межею бідності перебувало 23,7 % осіб, у тому числі 23,1 % дітей у віці до 18 років та 27,3 % осіб у віці 65 років та старших.
Цивільне працевлаштоване населення становило 122 особи. Основні галузі зайнятості: освіта, охорона здоров'я та соціальна допомога — 37,7 %, виробництво — 16,4 %, будівництво — 15,6 %.